# Liste de films argentins
Ci-dessous une liste des films produits en Argentine.
Pour une liste alphabétique des films argentins, voir Catégorie:Film argentin.

## Années 1890
| 1896                 |                 |  |  |  |
| Avenida de Mayo      | Federico Figner |  |  |  |
| Plaza de Mayo        | Federico Figner |  |  |  |
| Vistas de Palermo    | Federico Figner |  |  |  |
| 1897                 |                 |  |  |  |
| La bandera argentina | Eugène Py       |  |  |  |

## Années 1900
| 1907        |         |  |                     |  |
| El Sartorio | Anonyme |  | Film pornographique |  |

## Années 1910
| 1914              |                        |                                  |                    |  |
| Amalia            | Enrique García Velloso | Dora Huergo, Lola Marcó del Pont | Comédie dramatique |  |
| 1917              |                        |                                  |                    |  |
| El Apóstol        | Quirino Cristiani      |                                  | Film d'animation   |  |
| 1918              |                        |                                  |                    |  |
| Sin dejar rastros | Quirino Cristiani      |                                  | Film d'animation   |  |

## Années 1920
| 1920 |  |  |  |  |
|      |  |  |  |  |

## Années 1930
| 1931        |                   |  |                  |  |
| Peludópolis | Quirino Cristiani |  | Film d'animation |  |

## Années 1940
| 1942                                               |                                |                                                  |                          |  |
| La Guerre des gauchos (La guerra gaucha)           | Lucas Demare                   | Enrique Muiño, Francisco Petrone, Amelia Bence   | Drame historique         |  |
| 1945                                               |                                |                                                  |                          |  |
| Madame Sans-Gêne (Madame Sans Gene)                | Luis César Amadori             | Niní Marshall                                    | Comédie                  |  |
| Pampa Bárbara                                      | Lucas Demare et Hugo Fregonese | Francisco Petrone                                | Film dramatique, Western |  |
| 1946                                               |                                |                                                  |                          |  |
| Donde mueren las palabras                          | Hugo Fregonese                 | Enrique Muiño                                    | Film dramatique          |  |
| 1947                                               |                                |                                                  |                          |  |
| La Chatte (La gata)                                | Mario Soffici                  | Zully Moreno, Sabina Olmos                       | Film dramatique          |  |
| Dolores, la femme errante (La copla de la Dolores) | Benito Perojo                  | Imperio Argentina, Lola Beltrán, Ricardo Canales | Film dramatique          |  |
| 1949                                               |                                |                                                  |                          |  |
| Almafuerte                                         | Luis César Amadori             | Pola Alonso, Narciso Ibáñez Menta                | Film dramatique, biopic  |  |
| La danza del fuego                                 | Daniel Tinayre                 | Amelia Bence, Lola Beltrán, Francisco de Paula   | Comédie                  |  |

## Années 1950
| 1950                                                                                             |                                                |                                               |                     |  |
| Le Crime d'Oribe (El Crimen de Oribe)                                                            | Leopoldo Torres Ríos et Leopoldo Torre Nilsson | Carlos Thompson, Roberto Escalada             | Drame fantastique   |  |
| La Drogue qui tue (Marihuana)                                                                    | León Klimovsky                                 | Pedro López Lagar, Fanny Navarro              | Drame policier      |  |
| L'Escale du désir ou La caravelle Isabelle partira ce soir (La balandra Isabel llegó esta tarde) | Carlos Hugo Christensen                        | Arturo de Córdova, Virginia Luque             | Drame               |  |
| 1951                                                                                             |                                                |                                               |                     |  |
| Ça s'est passé dans mon quartier (Pasó en mi barrio)                                             | Mario Soffici                                  | Tita Merello, Mario Fortuna                   | Drame, film musical |  |
| Ceux des îles (Los isleros)                                                                      | Lucas Demare                                   | Tita Merello, Arturo García Buhr              | Drame               |  |
| 1952                                                                                             |                                                |                                               |                     |  |
| Le Fleuve de sang (Las aguas bajan turbias)                                                      | Hugo del Carril                                | Hugo del Carril, Adriana Benetti              | Drame               |  |
| Sala de guardia                                                                                  | Tulio Demicheli                                | Aída Alberti, Tito Alonso                     | Drame               |  |
| 1953                                                                                             |                                                |                                               |                     |  |
| Le Calvaire d'une courtisane (La pasión desnuda)                                                 | Luis César Amadori                             | María Félix, Carlos Thompson                  | Drame               |  |
| 1954                                                                                             |                                                |                                               |                     |  |
| Les Comédiens (Cómicos)                                                                          | Juan Antonio Bardem                            | Carlos Casaravilla, Elisa Galvé, Fernando Rey | Drame               |  |
| Jours de haine (Días de odio)                                                                    | Leopoldo Torre Nilsson                         | Elisa Galvé, Nicolás Fregues                  | Drame               |  |
| 1956                                                                                             |                                                |                                               |                     |  |
| Le Dernier Chien (El último perro)                                                               | Lucas Demare                                   | Domingo Sapelli, Hugo del Carril              | Drame historique    |  |
| Graciela                                                                                         | Leopoldo Torre Nilsson                         | Elsa Daniel, Lautaro Murúa                    | Drame               |  |
| Le Protégé (El protegido)                                                                        | Leopoldo Torre Nilsson                         | Guillermo Battaglia, Rosa Rosen               | Policier            |  |
| Section des disparus (Sección desaparecidos)                                                     | Pierre Chenal                                  | Nicole Maurey, Maurice Ronet, Inda Ledesma    | Policier            |  |
| 1957                                                                                             |                                                |                                               |                     |  |
| Le Conquérant solitaire (Operación Antartida)                                                    | Bernard Roland                                 | Adolfo Almeida, Olga Casares Pearson          | Aventure            |  |
| La Maison de l'ange (La casa del ángel)                                                          | Leopoldo Torre Nilsson                         | Elsa Daniel, Lautaro Murúa                    | Drame               |  |
| Venga a bailar el rock                                                                           | Carlos Marcos Stevani                          | Eber Lobato, Alberto Anchart                  | Film musical        |  |
| 1958                                                                                             |                                                |                                               |                     |  |
| Le Kidnappeur (El secuestrador)                                                                  | Leopoldo Torre Nilsson                         | Lautaro Murúa, María Vaner                    | drame               |  |
| 1959                                                                                             |                                                |                                               |                     |  |
| La Chute (La caída)                                                                              | Leopoldo Torre Nilsson                         | Elsa Daniel, Duilio Marzio, Lautaro Murúa     | drame               |  |

## Années 1960
| 1960                                                             |                           |                                        |                               |  |
| Le Bel homme du 900 (Un guapo del '900)                          | Leopoldo Torre Nilsson    | Alfredo Alcón, Arturo García Buhr      | Drame                         |  |
| Fin de fiesta                                                    | Leopoldo Torre Nilsson    | Lautaro Murúa, Arturo García Buhr      | Drame                         |  |
| 1961                                                             |                           |                                        |                               |  |
| La Main dans le piège (La mano en la trampa)                     | Leopoldo Torre Nilsson    | Francisco Rabal, Elsa Daniel           | Drame                         |  |
| Peau d'été (Piel de verano)                                      | Leopoldo Torre Nilsson    | Graciela Borges, Alfredo Alcón         | Drame                         |  |
| 1962                                                             |                           |                                        |                               |  |
| Hommage à l'heure de la sieste (Homenaje a la hora de la siesta) | Leopoldo Torre Nilsson    | Alida Valli, Violeta Antier            | Drame                         |  |
| Huis clos (No Exit)                                              | Tad Danielewski           | Viveca Lindfors, Rita Gam              | Drame                         |  |
| Los inundados                                                    | Fernando Birri            | Pirucho Gómez, Lola Palombo            | Comédie                       |  |
| Soixante-dix fois sept (Setenta veces siete)                     | Leopoldo Torre Nilsson    | Isabel Sarli, Francisco Rabal          | Drame                         |  |
| Une blonde comme ça (Mi novia es otra)                           | Jean Jabely               | Tania Béryl, Robert Manuel             | Comédie dramatique            |  |
| 1964                                                             |                           |                                        |                               |  |
| Les Fusils (Os Fuzis)                                            | Ruy Guerra                | Nelson Xavier, Átila Ióro              | Drame                         |  |
| 1966                                                             |                           |                                        |                               |  |
| Amor a la española                                               | Fernando Merino           | José Luis López Vázquez, Erika Wallner |                               |  |
| 1967                                                             |                           |                                        |                               |  |
| Blood of the Virgins (Sangre de vírgenes)                        | Emilio Vieyra             | Ricardo Bauleo, Susana Beltrán         | Film fantastique et d'horreur |  |
| Este es el romance del Aniceto y la Francisca...                 | Leonardo Favio            | Federico Luppi, Elsa Daniel            | Drame                         |  |
| 1968                                                             |                           |                                        |                               |  |
| L'Heure des brasiers (La hora de los hornos)                     | Fernando Ezequiel Solanas |                                        | Documentaire politique        |  |
| 1969                                                             |                           |                                        |                               |  |
| L'Employé (El dependiente)                                       | Leonardo Favio            | Walter Vidarte, Graciela Borges        | Drame                         |  |
| Invasión                                                         | Hugo Santiago             | Lautaro Murúa, Olga Zubarry            | Policier fantastique          |  |

## Années 1970
| 1974                                     |                        |                                         |                 |  |
| Boquitas pintadas                        | Leopoldo Torre Nilsson | Alfredo Alcón, Marta González           | Drame           |  |
| La Mary                                  | Daniel Tinayre         | Susana Giménez, Carlos Monzón           | Drame           |  |
| La Patagonia rebelde                     | Héctor Olivera         | Héctor Alterio, Federico Luppi          | Film historique |  |
| La tregua                                | Sergio Renán           | Héctor Alterio, Ana María Picchio       | Drame           |  |
| 1976                                     |                        |                                         |                 |  |
| Allá donde muere el viento               | Fernando Siro          | John Russell, Tippi Hedren, Mala Powers | Drame           |  |
| 1978                                     |                        |                                         |                 |  |
| Les Fils de Fierro (Los hijos de Fierro) | Fernando Solanas       | Julio Troxler, Antonio Ameijeiras       | Drame           |  |

## Années 1980
| 1981                                                    |                     |                                      |                                       |  |
| Le Temps de la revanche (Tiempo de revancha)            | Adolfo Aristarain   | Federico Luppi, Haydée Padilla       | Thriller                              |  |
| 1983                                                    |                     |                                      |                                       |  |
| Une sale petite guerre (No habrá más penas ni olvido)   | Héctor Olivera      | Federico Luppi, Víctor Laplace       | Drame                                 |  |
| 1984                                                    |                     |                                      |                                       |  |
| Argie                                                   | Jorge Blanco        | Jorge Blanco, Christine Plisson      |                                       |  |
| Camila                                                  | María Luisa Bemberg | Susú Pecoraro, Imanol Arias          | Drame, romance                        |  |
| Evita, quien quiera oír que oiga                        | Eduardo Mignogna    |                                      | Film documentaire                     |  |
| 1985                                                    |                     |                                      |                                       |  |
| Esperando la carroza                                    | Alejandro Doria     | Antonio Gasalla, China Zorrilla      | Comédie                               |  |
| L'Histoire officielle (La historia oficial)             | Luis Puenzo         | Norma Aleandro, Héctor Alterio       | Drame, Film historique                |  |
| 1986                                                    |                     |                                      |                                       |  |
| Le Film du roi (La película del rey)                    | Carlos Sorín        | Ulises Dumont, Julio Chávez          | Comédie dramatique, Film biographique |  |
| Homme regardant au sud-est (Hombre mirando al sudeste)  | Eliseo Subiela      | Lorenzo Quinteros, Hugo Soto         | Drame                                 |  |
| Les Longs Manteaux (Expreso a la emboscada)             | Gilles Béhat        | Bernard Giraudeau, Cláudia Ohana     | Drame                                 |  |
| Pauvre Papillon (Pobre mariposa)                        | Raúl de la Torre    | Graciela Borges, Lautaro Murúa       | Drame                                 |  |
| Tangos, l'exil de Gardel (El exilio de Gardel (Tangos)) | Fernando Solanas    | Marie Laforêt, Miguel Ángel Solá     | Drame                                 |  |
| Les Trottoirs de Saturne (Las veredas de Saturno)       | Hugo Santiago       | Bérangère Bonvoisin, Rodolfo Mederos | Drame                                 |  |
| 1988                                                    |                     |                                      |                                       |  |
| La amiga                                                | Jeanine Meerapfel   | Cipe Lincovsky, Liv Ullmann          | Drame                                 |  |
| Le Sud (Sur)                                            | Fernando Solanas    | Susú Pecoraro, Miguel Ángel Solá     | Drame                                 |  |
| 1989                                                    |                     |                                      |                                       |  |
| Eversmile, New Jersey (Eterna sonrisa de Nueva Jersey)  | Carlos Sorín        | Mirjana Joković, Daniel Day-Lewis    | Comédie dramatique                    |  |
| Mariage secret (Boda secreta)                           | Alejandro Agresti   | Tito Haas, Mirta Busnelli            | Drame                                 |  |
| Últimas imágenes del naufragio                          | Eliseo Subiela      | Lorenzo Quinteros, Noemí Frenkel     | Drame                                 |  |

## Années 1990
| 1990                                                                           |                                  |                                       |                                 |               |
| Guerriers et Captives (Guerreros y cautivas)                                   | Edgardo Cozarinsky               | Dominique Sanda, Leslie Caron         | Drame                           |               |
| Luba                                                                           | Alejandro Agresti                | Bozena Lasota, Alex Van der Wyck      | Drame, Romance                  |               |
| Moi, la pire de toutes (Yo, la peor de todas)                                  | María Luisa Bemberg              | Assumpta Serna, Dominique Sanda       | Drame                           |               |
| 1991                                                                           |                                  |                                       |                                 |               |
| Highlander, le retour (Highlander II: The Quickening)                          | Russell Mulcahy                  | Christophe Lambert, Sean Connery      | Science-fiction                 | Co-production |
| 1992                                                                           |                                  |                                       |                                 |               |
| Le Côté obscur du cœur (El lado oscuro del corazón)                            | Eliseo Subiela                   | Darío Grandinetti, Sandra Ballesteros | Drame romantique                |               |
| La Peste                                                                       | Luis Puenzo                      | William Hurt, Sandrine Bonnaire       | Drame                           |               |
| Un lieu dans le monde (Un lugar en el mundo)                                   | Adolfo Aristarain                | José Sacristán, Federico Luppi        | Drame                           |               |
| Le Voyage (El viaje)                                                           | Fernando Solanas                 | Walter Quiroz, Soledad Alfaro         | Drame                           |               |
| 1993                                                                           |                                  |                                       |                                 |               |
| On n'en parle pas (De eso no se habla)                                         | María Luisa Bemberg              | Marcello Mastroianni, Luisina Brando  | Drame romantique                |               |
| 1994                                                                           |                                  |                                       |                                 |               |
| D'amour et d'ombres (De amor y de sombra)                                      | Betty Kaplan                     | Antonio Banderas, Jennifer Connelly   | Drame                           |               |
| 1995                                                                           |                                  |                                       |                                 |               |
| Tu ne mourras pas sans me dire où tu vas (No te mueras sin decirme adónde vas) | Eliseo Subiela                   | Darío Grandinetti, Mariana Arias      | Drame romantique                |               |
| 1996                                                                           |                                  |                                       |                                 |               |
| Moebius                                                                        | Gustavo Mosquera                 | Guillermo Angelelli, Roberto Carnaghi | Science-fiction                 |               |
| 1997                                                                           |                                  |                                       |                                 |               |
| El Impostor                                                                    | Alejandro Maci                   | Antonio Birabent, Walter Quiroz       | Comédie dramatique, fantastique |               |
| Martín (Hache)                                                                 | Adolfo Aristarain                | Federico Luppi, Juan Diego Botto      | Drame                           |               |
| Plaga Zombie                                                                   | Pablo Parés et Hernán Sáez       | Berta Muñiz, Pablo Parés              | Horreur                         |               |
| 1998                                                                           |                                  |                                       |                                 |               |
| Le Nuage (La nube)                                                             | Fernando Solanas                 | Eduardo Pavlovsky, Laura Novoa        | Drame                           |               |
| Pizza, birra, faso                                                             | Adrián Caetano et Bruno Stagnaro | Héctor Anglada, Jorge Sesán           | Drame                           |               |
| Tango                                                                          | Carlos Saura                     | Miguel Ángel Solá, Cecilia Narova     | Drame                           |               |
| Le Vent en emporte autant (El viento se llevó lo que)                          | Alejandro Agresti                | Vera Fogwill, Fabián Vena             | Comédie dramatique              |               |
| 1999                                                                           |                                  |                                       |                                 |               |
| Garage Olimpo                                                                  | Marco Bechis                     | Antonella Costa, Carlos Echevarría    | Drame                           |               |
| Manuelita                                                                      | Manuel García Ferré              | Rosario Sánchez Almada, Pelusa Suero  | Film d'animation                |               |

## Années 2000
| 2000                                                 |                                   |                                                    |                          |  |
| Fuckland                                             | José Luis Marques                 | Fabián Stratas, Camilla Heaney                     | Comédie dramatique       |  |
| Les Neuf Reines (Nueve reinas)                       | Fabián Bielinsky                  | Gastón Pauls, Ricardo Darín, Leticia Brédice       | Policier                 |  |
| Perón, sinfonía del sentimiento                      | Leonardo Favio                    |                                                    | Film documentaire        |  |
| 2001                                                 |                                   |                                                    |                          |  |
| Adela                                                | Eduardo Mignogna                  | Eulàlia Ramon, Grégoire Colin                      | Thriller                 |  |
| Bolivia                                              | Adrián Caetano                    | Freddy Flores, Rosa Sánchez                        | Drame social             |  |
| La ciénaga                                           | Lucrecia Martel                   | Graciela Borges, Mercedes Morán                    | Drame poétique           |  |
| Le Fils de la mariée (El hijo de la novia)           | Juan José Campanella              | Ricardo Darín, Héctor Alterio, Norma Aleandro      | Comédie dramatique       |  |
| La Libertad                                          | Lisandro Alonso                   | Misael Saavedra, Humberto Estrada                  | Drame                    |  |
| Plaga zombie: Zona mutante                           | Pablo Parés                       | Berta Muñiz, Pablo Parés                           | Science-fiction, Horreur |  |
| Vies brûlées (Plata quemada)                         | Marcelo Piñeyro                   | Eduardo Noriega, Leonardo Sbaraglia, Pablo Echarri | Drame                    |  |
| 2002                                                 |                                   |                                                    |                          |  |
| Assassination Tango                                  | Robert Duvall                     | Robert Duvall, Rubén Blades                        | Thriller                 |  |
| El Bonaerense                                        | Pablo Trapero                     | Jorge Román                                        | Policier                 |  |
| Gerry                                                | Gus Van Sant                      | Casey Affleck, Matt Damon                          | Drame                    |  |
| Historias mínimas                                    | Carlos Sorín                      | Javier Lombardo, Antonio Benedictis                | Comédie dramatique       |  |
| Kamchatka                                            | Marcelo Piñeyro                   | Ricardo Darín, Cecilia Roth                        | Drame                    |  |
| Le Loup de la côte Ouest (El lobo de la Costa Oeste) | Hugo Santiago                     | James Faulkner, Anna Mouglalis, Gérard Watkins     | Policier                 |  |
| Mercano, le Martien (Mercano, el Marciano)           | Juan Antin                        |                                                    | Film d'animation         |  |
| Nowhere                                              | Luis Sepúlveda                    | Manuel Bandera, Luigi Maria Burruano               | Comédie dramatique       |  |
| L'Ours rouge (Un oso rojo)                           | Israel Adrián Caetano             | Julio Chávez, Soledad Villamil                     | Drame, policier          |  |
| Tan de repente                                       | Diego Lerman                      | Carla Crespo, Verónica Hassan                      | Comédie dramatique       |  |
| 2003                                                 |                                   |                                                    |                          |  |
| Carandiru                                            | Héctor Babenco                    | Luiz Carlos Vasconcelos, Milton Gonçalves          | Drame                    |  |
| El fondo del mar                                     | Damián Szifrón                    | Daniel Hendler, Dolores Fonzi                      | Thriller                 |  |
| L'Homme sans tête (El hombre sin cabeza)             | Juan Diego Solanas                | Alain Hocine, Ambre Boukebza                       | Court métrage            |  |
| Mémoire d'un saccage (Memoria del saqueo)            | Pino Solanas                      |                                                    | Documentaire politique   |  |
| Los rubios                                           | Albertina Carri                   |                                                    | Documentaire             |  |
| 2004                                                 |                                   |                                                    |                          |  |
| Ay Juancito                                          | Héctor Olivera                    | Adrián Navarro, Inés Estévez                       | Drame                    |  |
| Bombon le chien (Bombón el perro ou El Perro)        | Carlos Sorín                      | Juan Villegas, Walter Donado                       | Drame                    |  |
| Buena vida (Delivery)                                | Leonardo Di Cesare                | Ignacio Toselli, Mariana Anghileri                 | Comédie dramatique       |  |
| Carnets de voyage (Diarios de motocicleta)           | Walter Salles                     | Gael García Bernal, Rodrigo de la Serna            | Road movie, Drame        |  |
| C'est pas toi, c'est moi (No sos vos, soy yo)        | Juan Taratuto                     | Diego Peretti, Soledad Villamil                    | Comédie dramatique       |  |
| Le Fils d'Elias (El abrazo partido)                  | Daniel Burman                     | Daniel Hendler, Adriana Aizemberg                  | Comédie dramatique       |  |
| Los muertos                                          | Lisandro Alonso                   | Argentino Vargas, Francisco Dornez                 | Drame                    |  |
| La Sainte Fille (La niña santa)                      | Lucrecia Martel                   | Mercedes Morán, Carlos Belloso                     | Drame                    |  |
| 2005                                                 |                                   |                                                    |                          |  |
| Como un avión estrellado                             | Ezequiel Acuña                    | Ignacio Rogers, Manuela Martelli                   | Drame                    |  |
| Di buen día a papá                                   | Fernando Vargas                   | Soledad Ardaya, Lisa Areno                         | Film historique          |  |
| La Dignité du peuple (La dignidad de los nadies)     | Fernando Solanas                  |                                                    | Documentaire             |  |
| La Femme de mon frère (La Mujer de mi hermano)       | Ricardo de Montreuil              | Bárbara Mori, Christian Meier                      | Drame                    |  |
| La Méthode (El método)                               | Marcelo Piñeyro                   | Eduardo Noriega, Najwa Nimri                       | Drame                    |  |
| Nordeste                                             | Juan Solanas                      | Carole Bouquet, Aymará Rovera                      | Drame                    |  |
| Ronde de nuit (Ronda nocturna)                       | Edgardo Cozarinsky                | Gonzalo Heredia, Diego Trerotola                   | Drame                    |  |
| Tiempo de valientes                                  | Damián Szifrón                    | Diego Peretti, Luis Luque                          | Comédie policière        |  |
| Un año sin amor                                      | Anahí Berneri                     | Juan Minujín, Mimí Ardú                            | Drame                    |  |
| 2006                                                 |                                   |                                                    |                          |  |
| Agua                                                 | Verónica Chen                     | Rafael Ferro, Nicolás Mateo                        | Drame                    |  |
| 2007                                                 |                                   |                                                    |                          |  |
| L'Arche de Noé (El Arca)                             | Juan Pablo Buscarini              |                                                    | Film d'animation         |  |
| 2008                                                 |                                   |                                                    |                          |  |
| Agnus Dei (Cordero de Dios)                          | Lucía Cedrón                      | Mercedes Morán, Leonora Balcarce                   | Drame                    |  |
| L'Initiation d'Eloy (No mires para abajo)            | Eliseo Subiela                    | Antonella Costa Leandro Stivelman                  | Drame                    |  |
| 2009                                                 |                                   |                                                    |                          |  |
| Amorosa Soledad                                      | Martín Carranza, Victoria Galardi | Inés Efron, Nicolás Pauls                          | Comédie dramatique       |  |

## Années 2010
| 2010                                   |                   |                                    |                         |  |
| Carancho                               | Pablo Trapero     | Ricardo Darín, Martina Gusmán      | Film noir               |  |
| 2011                                   |                   |                                    |                         |  |
| Absent (Ausente)                       | Marco Berger      | Alejandro Barbero, Antonella Costa | Mélodrame               |  |
| 2012                                   |                   |                                    |                         |  |
| El amigo alemán                        | Jeanine Meerapfel | Alejandro Barbero, Antonella Costa | Film historique, Drame  |  |
| 2013                                   |                   |                                    |                         |  |
| La guerra del fracking                 | Fernando Solanas  |                                    | Documentaire            |  |
| 2014                                   |                   |                                    |                         |  |
| A Moonless Night (Una noche sin luna)  | Germán Tejeira    | Roberto Suárez, Melingo            | Drame                   |  |
| 2015                                   |                   |                                    |                         |  |
| Jess & James                           | Santiago Giralt   | Martín Karich, Nicolás Romeo       | Road movie              |  |
| Alias Maria                            | José Luis Rugeles | Karen Torres, Carlos Clavijo       | Drame, film de guerre   |  |
| 2016                                   |                   |                                    |                         |  |
| Au bout du tunnel (Al final del túnel) | Rodrigo Grande    | Leonardo Sbaraglia, Pablo Echarri  | Thriller, film de casse |  |
| 2017                                   |                   |                                    |                         |  |
| Alanis                                 | Anahí Berneri     | Sofía Gala, Dante Della Paolera    | Drame                   |  |
| 2018                                   |                   |                                    |                         |  |
| Acusada                                | Gonzalo Tobal     | Lali Espósito, Inés Estevez        | Drame                   |  |
| 2019                                   |                   |                                    |                         |  |
| Breve historia del planeta verde       | Santiago Loza     | Romina Escobar, Paula Grinszpan    | Drame                   |  |

## Années 2020
| 2020                      |                             |                                       |       |  |
| El cazador                | Marco Berger                | Juan Pablo Cestaro, Lautaro Rodríguez | Drame |  |
| The Intruder (El Prófugo) | Natalia Meta                | Cecilia Roth, Nahuel Pérez Biscayart  | Drame |  |
| Mamá, mamá, mamá          | Sol Berruezo Pichon-Rivière | Agustina Milstein, Chloé Cherchyk     | Drame |  |